# Vasily Tikhonov (équitation)
Pour les articles homonymes, voir Tikhonov.
 (février 2021).
Vasily Nikolayevich Tikhonov (né le 2 octobre 1909 et mort en 1987) est un cavalier soviétique de dressage.

## Carrière
Vasily Tikhonov participe aux Jeux olympiques d'été de 1952 à Helsinki où il finit 27e de l'épreuve individuelle et 7e de l'épreuve par équipes.